# Rhamphomyia sapporensis
Rhamphomyia sapporensis är en tvåvingeart som beskrevs av Matsumura 1915. Rhamphomyia sapporensis ingår i släktet Rhamphomyia och familjen dansflugor. Inga underarter finns listade i Catalogue of Life.